# Kanadas Grand Prix 1997
Kanadas Grand Prix 1997, officiellt XXXV Grand Prix Players du Canada, var ett Formel 1-lopp som kördes 15 juni 1997 på Circuit Gilles Villeneuve i Montréal i Kanada. Loppet var det sjunde av sammanlagt sjutton deltävlingar ingående i Formel 1-säsongen 1997 och kördes över 54 varv.

## Resultat
1. Michael Schumacher, Ferrari, 10 poäng
2. Jean Alesi, Benetton-Renault, 6
3. Giancarlo Fisichella, Jordan-Peugeot, 4
4. Heinz-Harald Frentzen, Williams-Renault, 3
5. Johnny Herbert, Sauber-Petronas, 2
6. Shinji Nakano, Prost-Mugen Honda, 1
7. David Coulthard, McLaren-Mercedes
8. Pedro Diniz, Arrows-Yamaha
9. Damon Hill, Arrows-Yamaha
10. Gianni Morbidelli, Sauber-Petronas
11. Olivier Panis, Prost-Mugen Honda (varv 51, snurrade av)

### Förare som bröt loppet
- Mika Salo, Tyrrell-Ford (varv 46, motor)
- Jos Verstappen, Tyrrell-Ford (42, växellåda)
- Alexander Wurz, Benetton-Renault (35, transmission)
- Rubens Barrichello, Stewart-Ford (33, växellåda)
- Jarno Trulli, Minardi-Hart (32, motor)
- Ralf Schumacher, Jordan-Peugeot (14, snurrade av)
- Ukyo Katayama, Minardi-Hart (5, snurrade av)
- Jacques Villeneuve, Williams-Renault (1, snurrade av)
- Mika Häkkinen, McLaren-Mercedes (0, kollision)
- Eddie Irvine, Ferrari (0, kollision)
- Jan Magnussen, Stewart-Ford (0, snurrade av)